# Automeris exigua
Automeris exigua é uma espécie de mariposa do gênero Automeris, da família Saturniidae.
Sua ocorrência foi registrada na Colômbia, Costa Rica, Equador e Panamá.